# 오노정 (효고현)
오노정(小野町)은 효고현 가토군에 설치되었던 정이다. 현재의 오노시에 해당한다.